# Olindias formosus
Olindias formosus è una specie di idrozoo della famiglia Olindiidae.

## Distribuzione e habitat
Rara, reperibile nell'Oceano Pacifico dall'Argentina fino al Giappone.